# Горелые Ольхи
Горелые Ольхи — упразднённый посёлок в Новохопёрском районе Воронежской области России. Входил в состав городского поселения Елань-Коленовский. Исключен из учётных данных в 2024 году.

## Население
| 2005 | 2010 | 2021 |
| ---- | ---- | ---- |
| 13   | ↘5   | ↘0   |